# Zdzisław Krasnodębski (sociologue)
Pour les articles homonymes, voir Zdzisław Krasnodębski.
Zdzisław Marek Krasnodębski, né le 11 avril 1953, à Choszczno (Pologne) est un sociologue et philosophe polonais, membre du parti Droit et justice (PiS).
Du 1er mars 2018 au 1er juillet 2019, il est vice-président du Parlement européen.
De 2014 à 2024, il est député européen.

## Biographie

### Parcours universitaire
Zdzisław Krasnodębski effectue ses études secondaires au Lycée Piotr Skarga de Grójec. En 1976, il est diplômé de la Faculté de philosophie et de sociologie de l'Université de Varsovie. Il étudie ensuite à la Ruhr-Universität de Bochum. Revenu en Pologne, il soutient, en 1984, une première thèse de doctorat de sociologie, et une seconde en 1991, sur « La Chute de l'idée de progrès » (Upadek idei postępu).
D’abord maître de conférences en sociologie théorique et en philosophie sociale à l'Université de Varsovie, il devient professeur à l'Université de Cassel. Il s'installe en Allemagne en 1992 et obtient, trois ans plus tard, une chaire de professeur à l'Université de Brême où il réside actuellement. Il a également donné des cours à l'Université du Cardinal Stefan Wyszyński et des conférences dans plusieurs universités américaines : Université catholique d'Amérique, Columbia, Princeton,. Il est aussi professeur à l'Akademia Ignatianum de Cracovie.
Zdzisław Krasnodębski a été président de la Fondation pour la coopération polono-allemande. Il a également été membre du Comité de sociologie de l'Académie polonaise des sciences (1999-2006), du conseil scientifique Helmuth-Plessner-Gesellschaft, du jury du Prix Hannah Arendt (2003-2007), du conseil scientifique de l'Institut polonais des affaires internationales (2007-2010) et a été nommé président du jury du Prix Lech Kaczyński.
Il a en outre collaboré à de nombreux journaux, dont Rzeczpospolita, Fakt, Gazeta Polska, Dziennik ou W Sieci.

### Engagement politique et européen
En 2005, Zdzisław Krasnodębski rejoint le comité de soutien à Lech Kaczyński, alors candidat à l'élection présidentielle.
En 2014, il devient membre du comité consultatif chargé de la révision du  programme politique du parti Droit et Justice (Prawo i Sprawiedliwość). La même année, il est tête de liste du parti aux élections européennes dans la circonscription de Varsovie, sans en être membre pour autant. Il est élu député européen avec 96 292 voix et rejoint le groupe  des Conservateurs et réformistes européens (ECR) au Parlement. Le 1er mars 2018, il devient Vice-président du Parlement européen.

### Publications choisies
- La Compréhension du comportement humain (Rozumienie ludzkiego zachowania), 1986
- La Chute de l'idée de progrès (Upadek idei postępu), 1991
- Les Dilemmes postmodernes de la culture (Postmodernistyczne rozterki kultury), 1996
- Max Weber, 1999
- Les Périphéries de la démocratie (Demokracja peryferii), 2003
- Le Changement de climat (Zmiana Klimatu), 2006
- La Sieste des raisonnables (Drzemka rozsądnych), 2006
- Il ne dérange plus (Już nie przeszkadza), 2010
- Des miracles, il n'y en aura pas d'autres (Większego cudu nie będzie), 2011